# Pittori a Olevano Romano
Olevano Romano, arroccato sul monte Celeste, è un borgo stretto intorno al castello Colonna e circondato da boschi, da uliveti e da vigneti. Dalla fine del Settecento, attratti da questo paesaggio della Campagna romana, arrivarono un gran numero di  Pittori a Olevano Romano. La tradizione si è conservata fino ad oggi.
Al tema è stata dedicata una puntata della trasmissione di Rai Radio 3 "Le Meraviglie" nel maggio 2021, raccontata dalla professoressa Anna Ottani Cavina, emerito di Storia dell’arte moderna all’Università di Bologna, dal titolo "Borgo di Olevano nella Campagna Romana" , da cui è tratto questo passaggio: 

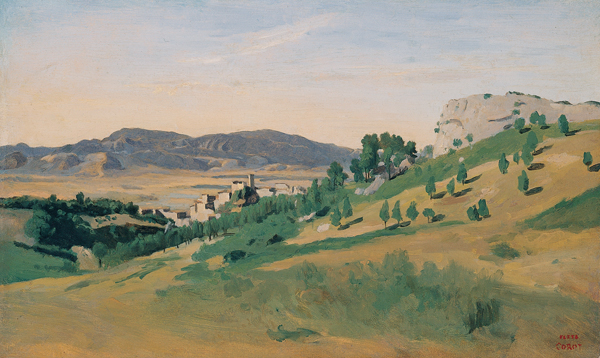
Jean-Baptiste-Camille Corot, Veduta di Olevano, olio su tela, 1827, Kimbell Art Museum, Fort Worth (Texas)

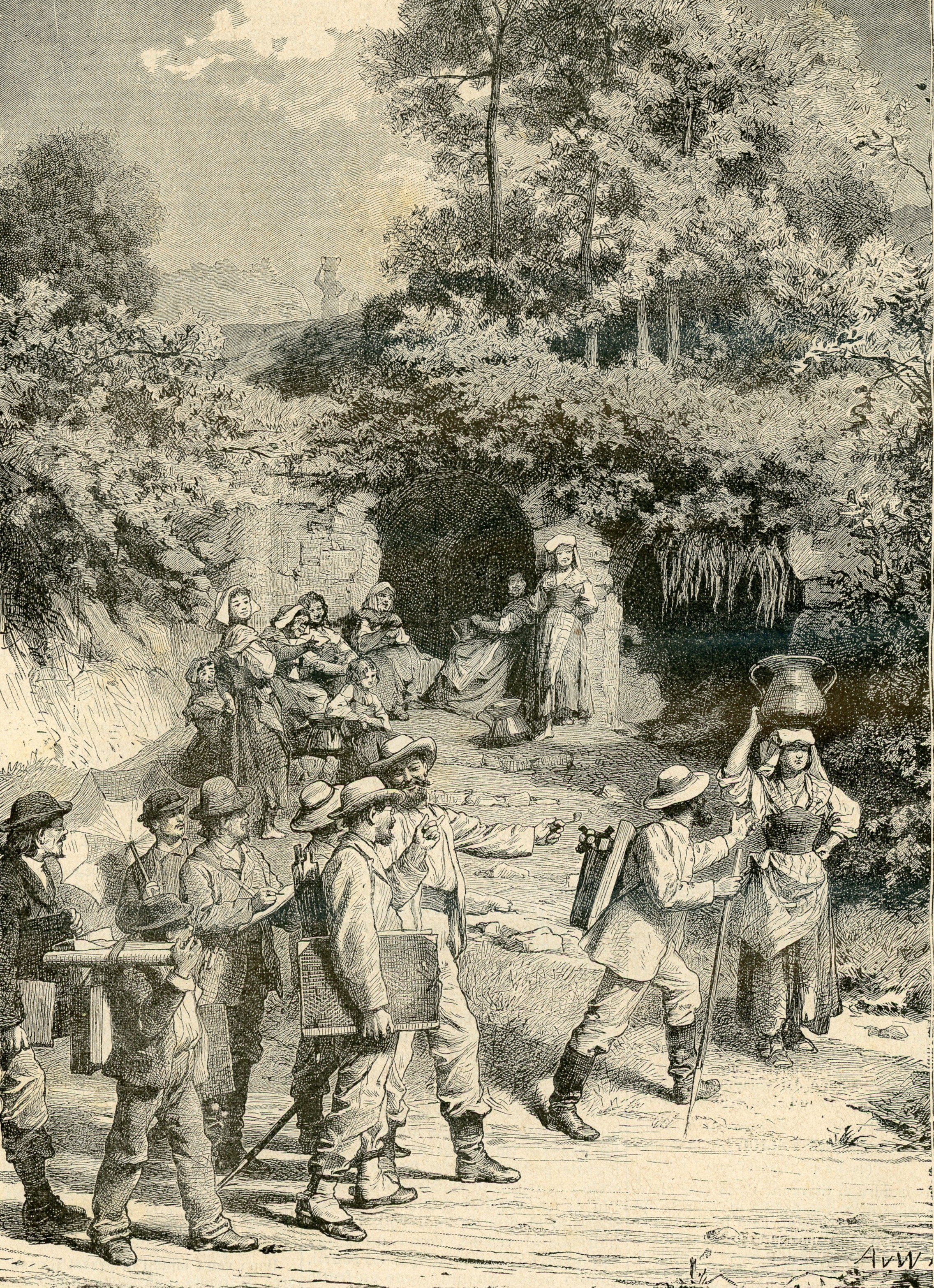
I pittori a Olevano

## Descrizione e storia
I pittori che arrivavano in Italia per il Grand Tour non visitavano unicamente grandi città d'arte - come Roma, Venezia, Firenze, Napoli - ma andavano anche alla ricerca di luoghi poco esplorati e pieni di naturalezza, come Olevano Romano. I temperamenti artistici più sensibili ai giochi della natura, alla chiarità della luce, al fascino del silenzio, potevano lì trovare un paesaggio schietto e semplice, da ritrarre.

### Il Museo a Villa de Pisa
Al Museo-centro studi sulla pittura di paesaggio europea del Lazio, ad Olevano Romano, nella Villa comunale de Pisa, si conservano opere di  artisti qui arrivati da paesi Europei - Francia, Germania, Austria, Danimarca, Polonia - e anche dall'America. Dalla fine del Settecento ai nostri giorni molti artisti hanno visitato e lavorato in questo paese. Il Museo, gestito dall'Associazione AMO (Amici del Museo di Olevano) conserva oltre duemila opere - tra oli, acquerelli, disegni, bozzetti, incisioni e sculture - datati dal 1780 al 2010. Sono presenti nel Museo anche venti incisioni di Joseph Anton Koch, della serie  Vedute romane, del 1810, con i relativi rami originali, ricevuti in dono nel 1999 dagli eredi dell'artista. Dal 1803 Koch visitò la Campagna romana, in particolare la foresta di querce della Serpentara e Olevano Romano: qui soggiornò, per più di trent'anni, durante l'estate.
Sono conservati nel Museo disegni e litografie di altri artisti dell'Ottocento - tra cui il pittore svizzero Friedrich Salathè, l'austriaco Anton Altmann, il francese Karl Lindemann-Frommel (era nato a Sainte-Marie-aux-Mines), il tedesco Franz Drebere, il polacco Franz Gustav Arndt - e opere di artisti del Novecento - tra cui il pittore tedesco Walter Strich-Chapell - e anche opere di esponenti del movimento Neue Sachlichkeit (Nuova Oggettività) e del tedesco Heinz Hindorf.
Tra gli artisti danesi che sono stati ad Olevano: lo scultore Ernst Meyer,  il pittore Friedrich Thøming che andò anche a Capri e morì a Napoli povero e malato, Albert Küchler pittore umoristico che in Italia si convertì al cattolicesimo e si fece monaco, ed Edward Falkner Murphy, funzionario e pittore per diletto, che dal 1861 si stabilì con la moglie ad Olevano.
Altri pittori che hanno dipinto ad Olevano Romano sono Jean-Baptiste Camille Corot, il pittore di area romantica e contiguo alla pittura nazzarena Friedrich von Olivier e Franz Horny che morì molto giovane di tubercolosi ed è sepolto nella locale Chiesa di San Rocco.

### Memoria dei luoghi
Un brano di Adrian Ludwig Richter, pittore e illustratore, tratto dalla sua Autobiografia e relativo ad una gita ad Olevano, insieme ad un amicoː

### Dipinti
| Autore e titolo                                                                     | Descrizione                                                                                            | Immagine |
| ----------------------------------------------------------------------------------- | --- | -------- |
| Franz Horny?, Veduta di Olevano                                                     | matita e acquarello su carta velina, 39,1x28,9 cm, 1820 circa                                          | [ 8 ]    |
| Joseph Anton Koch, Paesaggio di Serpentara con processione dei Re Magi              | olio su legno di quercia, 35,5x49,4 cm, 1820, Museum Kunstpalast, Düsseldorf                           |          |
| Heinrich Reinhold (1788-1825), Veduta di Olevano                                    | olio su tela, 1823, Kunsthalle Hamburg                                                                 |          |
| Jean-Baptiste-Camille Corot, Campagna romana, monti Prenestini e veduta di Olevano  | olio su tela, 1825-1828, Museo del Louvre                                                              |          |
| Joseph Anton Koch (1768-1839), Panorama di Olevano con monaco viandante             | olio su tela, 49,7x61 cm, 1830 circa, Neue Pinakothek, Monaco di Baviera                               | [ 9 ]    |
| August Lucas (1803-1863), Paesaggio fra Serpentara e Olevano                        | olio su tela, 1840, Niedersächsisches Landesmuseum, Hannover                                           |          |
| Albert Bierstadt (1830-1902), Olevano                                               | olio su carta montata su tela, 50,2x68,8 cm, 1856-1857, Saint Louis Art Museum, Saint Louis (Missouri) |          |
| Richard Freytag (1820–1894), Chiaro di luna a Olevano Romano                        | olio su tela, 96x133 cm, 1860                                                                          | [ 10 ]   |
| Leopold Rottmann? (1812-1881) , Veduta delle montagne intorno Olevano, nella nebbia | olio su tela, 36,5x57,5 cm, XIX sec.                                                                   |          |
| Friedrich Nerly, Studio di rocce e radici a Olevano                                 | olio su carta incollata su cartone, 25,8x40 cm, XIX sec., Staatliche Kunsthalle Karlsruhe              | [ 11 ]   |
| Ludwig Hans Fischer (1848-1915), Dintorno di Olevano                                | olio su tela incollata su cartone, 26,5x34 cm, 1875                                                    | [ 12 ]   |
| Pietro Sassi (1834-1905), Veduta di Olevano Romano                                  | olio su cartoncino, 15,5x23,5 cm, fine XIX sec.                                                        |          |
| Alexander Kanoldt (1881-1939), Olevano                                              | olio su tela, 1927, Staatliche Kunsthalle Karlsruhe                                                    |          |

### Disegni
| Autore e titolo                                                          | Descrizione                                                                                   | Immagine |
| ------------------------------------------------------------------------ | --------------------------------------------------------------------------------------------- | -------- |
| Heinrich Reinhold, Veduta di Civitella dalla vicina Serpentara a Olevano | graffite su carta, 23x30,4 cm, Getty Center, Los Angeles                                      |          |
| Friedrich Preller il Vecchio (1804-1878), Serpentara a Olevano           | inchiostro marrone e gessetto nero su carta, 40,9x54 cm, XIX sec., Cleveland Museum of Art    |          |
| Victor Paul Mohn (1842 - 1911), Veduta di Civitella vicino ad Olevano    | graffite e gessetto bianco su carta, 26,4x41,3 cm, 10 ottobre 1866, Getty Center, Los Angeles |          |